# Elymus sacandros
Elymus sacandros är en gräsart som beskrevs av Henry Eamonn Connor. Elymus sacandros ingår i släktet elmar, och familjen gräs. Inga underarter finns listade i Catalogue of Life.